# ميخائيل ميريت
ميخائيل ميريت (بالإنجليزية: Michael Merritt)‏ هو لاعب كرة قدم أمريكية أمريكي، ولد في 3 سبتمبر 1984 في ويست بالم بيتش في الولايات المتحدة.